# Georges Sellers
Germain Marie Gabriel Blanc dit Georges Sellers, né le 24 mars 1907 à Martigues et mort le 11 avril 1987 à Cannes, est un musicien, compositeur, arrangeur et chef d'orchestre français.

## Biographie
Premier prix de piano du conservatoire de Marseille en 1923 à l’âge de 16 ans, Georges Sellers monte à Paris et devient un musicien multi-instruments dans les cabarets. Il joue aux côtés de Leo Poll (père de Michel Polnareff), dans une formation appelé le Leo Poll orchestra.
Il devient ensuite chef d’orchestre au Bal Tabarin entre 1929 et 1931. En 1932, il dirige un orchestre appelé le Jazz Marseillais composé de 12 instrumentistes où il interprète la partie d’accordéon avec une couleur très swing. Il fut aussi membre de la bande à Lud Gluskin entre 1932 et 1933.
Il est l'arrangeur-orchestrateur de toutes les opérettes marseillaises de Vincent Scotto. Parallèlement, Il signe des enregistrements sous un autre pseudonyme, Gilbert Goose. A la grande époque des opérettes marseillaises, Georges Sellers est chef d’orchestre au Théâtre des Variétés. Il accompagne tous les grands succès des opérettes de l’époque.
Au cours des années 50, Georges Sellers joue avec son orchestre dans les brasseries entourant la place de la République à Paris puis part pour Strasbourg et ouvre sa brasserie: la Taverne Schutzenberger.
Mort à Marseille à l'âge de 80 ans, Georges Sellers était divorcé de Rose Sardou, sœur de Fernand Sardou, dont il a eu deux enfants Albert et Mireille.

## Compositeur

### Opérettes
- 1932 : Revue marseillaise, de René Sarvil, Mas-Andres et Vincent Scotto
- 1933 : Loulou et ses boys, de Marc Cab[2], Paul Farge, Pierre Bayle et Michel Emer
- 1935 : En plein pastis, de Goeni, Danglard et Géo Koger
- 1936 : Poulidette, de Géo Koger (10 octobre)
- 1936 : Au soleil de Marseille, de Géo Koger, Audiffred, Marc Cab, Tutelier (Bordeaux, en février)
- 1937 : Au soleil de Marseille, d'Émile Audiffred, Marc Cab, et Charles Tutelier
- 1937 : Rose de Marseille, d'Henri Varna, Marc-Cab et Georges Barthélémy (Paris, Alcazar, 24 décembre)
- 1937 : Ma belle Marseillaise, d'Émile Audiffred, Marc Cab et Charles Tutelier (Paris, Variétés, 8 mars 1940)
- 1938 : Marseille, mes amours, d'Émile Audiffred, Marc Cab et Charles Tutelier (Marseille, Odéon, 13 octobre) ; (Paris, Alcazar, 1939)
- 1940 : À l'escale du bonheur, d'Émile Audiffred, Marc Cab, Raymond Vincy, Oberfield et Henri Martinet
- 1941 : Le Port du soleil, d'Émile Audiffred, Marc Cab et Raymond Vincy
- 1941 : C'est tout le Midi, revue de Raymond Souplex, Marc-Cab, Henri Alibert et Vincent Scotto
- 1942 : Paris Marseille, d'Henri Alibert, Raymond Souplex, Marc-Cab et Vincent Scotto
- 1943 : La Vie de château, de Max Régnier, Raymond Vincy et d'Emile Audiffred

## Filmographie
- 1931 : La Fortune de Jean Hémard, compositeur
- 1932 : Fanny de Marc Allégret, arrangeur
- 1934 : Angèle de Marcel Pagnol, chef d'orchestre
- 1936 : César de Marcel Pagnol, chef d'orchestre
- 1938 : La Femme du boulanger de Marcel Pagnol, chef d'orchestre
- 1938 : Au soleil de Marseille de Pierre-Jean Ducis, compositeur